# Воронцовка (Омская область)
Воронцо́вка — село в Полтавском районе Омской области России. Административный центр Воронцовского сельского поселения.

## География
Село находится на юго-западе Омской области, около границы с Казахстаном, на расстоянии 2 км от озера Кадал.

### Часовой пояс
Село Воронцовка, как и вся Омская область, находится в часовой зоне МСК+3. Смещение применяемого времени относительно UTC составляет +6:00.

## История
В 1928 году село состояло из 196 хозяйств, основное население — украинцы. В административном отношении являлось центром Воронцовского сельсовета Полтавского района Омского округа Сибирского края.

## Население
| 1926 | 2010 |
| ---- | ---- |
| 1021 | ↘910 |

## Улицы
| - ул. 40 лет Победы, - ул. Кирова, - ул. Ленина, - ул. Мира, | - ул. Мичурина, - ул. Молодёжная, - ул. Северная. |

## Инфраструктура
В селе действуют школа и детский сад.